# رافي بيلاجيري
رافي بيلاجيري (15 مارس 1958 - 13 نوفمبر 2020)، هو كاتب صحفي مقيم في بنغالور، كارناتاكا، الهند. كان رئيس تحرير صحيفة «هاي بنغالور» التي تصدر باللغة الكنادية ومجلة " «O Manase»" النصف شهرية.
توفي رافي في الساعة 2:30 صباحًا يوم 13 نوفمبر 2020 بسبب نوبة قلبية في بنغالورو. كان يبلغ من العمر 62 عامًا.

## روابط خارجية
- الموقع الرسمي
- مقالات بقلم بيلاجيري نسخة محفوظة 29 سبتمبر 2011 على موقع واي باك مشين.